# Fongrave
Fongrave település Franciaországban, Lot-et-Garonne megyében. Lakosainak száma 625 fő (2022. január 1.). Fongrave Castelmoron-sur-Lot, Monclar, Saint-Étienne-de-Fougères és Le Temple-sur-Lot községekkel határos.

## Népesség
A település népességének változása:
| Lakosok száma | 600  | 559  | 540  | 586  | 630  | 626  | 625  | 622  | 620  | 625  |
|               | 1968 | 1982 | 1990 | 2006 | 2013 | 2015 | 2017 | 2019 | 2020 | 2022 |